# Walls of Jericho World Tour
Es la segunda  gira que realizó la banda alemana de heavy metal Helloween. Se realizó para presentar su primer disco Walls of Jericho. Comenzó el 13 de noviembre de 1985 y terminó el 7 de septiembre de 1986. Esta es la primera gira de la banda con la formación original, que recorrió varios países como Alemania, Inglaterra, Bélgica, entre otros. En total, en esta gira se realizaron 33 shows. En esta gira, se puede destacar el sinfín de presentaciones por Alemania, y luego en los países mencionados. Tras esta gira, que tuvo escasos shows, la banda se metió a grabar su segundo disco, que se llama Keeper Of The Seven Keys Part 1.

## Lanzamiento del disco y gira

### 1985
El 1 de octubre sale su primer disco, que se titula Walls of Jericho. Consta de 9 canciones. El primer concierto de esta gira tuvo lugar el 13 de noviembre en el Music Hall, tocando luego el 14 de noviembre en Komm. El 15 de noviembre, la banda hace lo suyo en Stadthalle. Al día siguiente, la banda da un recital en Festhalle, para después tocar en Rockfabrik, con fecha del 17 de noviembre. Así terminaron el año.

### 1986
Comienzan el año tocando el 1 de febrero en Nordmarkhalle, y luego dan un concierto en Markthalle el 2 de febrero y el Hyde Park el 3 de febrero. El 4 de febrero hacen lo suyo en Rotation. El 5 de febrero dan un recital en Quartier Latin, y al día siguiente tocan en Zeche. El 7 de febrero hacen un concierto en Leif Erikson-Halle, y al día siguiente tocaron en Crash. El 9 de febrero hacen lo suyo en Rockfabrik. Luego dan un concierto en Gigelberghalle. El 11 de febrero, la banda dio un recital en Alabamahalle, y el 12 hicieron un concierto en Rührersaal, para después tocar en Stadthalle. El 11 de marzo, la banda parte con rumbo hacia el Reino Unido. El concierto tuvo lugar en el Hammersmith Palais. El 13 de marzo, la banda parte con rumbo hacia los Países Bajos para tocar en De Cavern. El 29 de marzo, la banda toca en Bélgica, y el show se dio en ATC Zaal, y al día siguiente tocaron en Deu Meule. El 9 de abril, la banda vuelve a Alemania para tocar en Westfalenhalle. 10 días después regresaron a Bélgica para tocar en Floralienhallen, y al día siguiente participaron del Aardschkodag Fest 1986 desarrollado en Karregat. El 15 de mayo, la banda regresa a Inglaterra para tocar en el Hammersmith Palais otra vez. El 28 de mayo, la banda tocó por primera vez en Dinamarca, y el show se dio en Saga Rockteater, y el 31 de mayo volvieron a Alemania para dar un show en Disco Felsenburg. El 7 de junio, la banda tocó en Sportparadies. El 13 de junio, casi sobre el final de la gira, la banda tocó en Diskotek Apollon, y al día siguiente hicieron lo suyo en Bürgerghaus. El 13 de julio, la banda partió a Francia para tocar en Arènes de Bayone, y el 7 de septiembre participaron del Dynamo Open Air 1986, dando por finalizada la gira.

## Conciertos
- 13/11/1985 - Music Hall, Wurzburgo
- 14/11/1985 - Komm, Núremberg
- 15/11/1985 - Stadthalle, Mainburg
- 16/11/1985 - Festhalle, Tuttlingen
- 17/11/1985 - Rockfabrik, Luisburgo
- 01/02/1986 - Nordmarkhalle, Rendsburg
- 02/02/1986 - Markthalle, Hamburgo
- 03/02/1986 - Hyde Park, Osnabrück
- 04/02/1986 - Rotation, Hannover
- 05/02/1986 - Quartier Latin, Berlín
- 06/02/1986 - Zeche, Bochum
- 07/02/1986 - Leif Erikson-Halle, Weinheim
- 08/02/1986 - Crash, Friburgo de Brisgovia
- 09/02/1986 - Rockfabrik, Luisburgo
- 10/02/1986 - Gigelberghalle, Biberach an der Riß
- 11/02/1986 - Alabamahalle, Múnich
- 12/02/1986 - Rührersaal, Núremberg
- 13/02/1986 - Stadthalle, Kassel
- 11/03/1986 - Hammersmith Palais, Londres
- 13/03/1986 - De Cavern, Middelburg
- 29/03/1986 - ATC Zaal, Zottegem
- 30/03/1986 - Deu Meule, Heesch
- 09/04/1986 - Westfalenhalle, Dortmund
- 19/04/1986 - Floralienhallen, Ghent
- 20/04/1986 - Karregat, Eindhoven
- 15/05/1986 - Hammersmith Palais, Londres
- 28/05/1986 - Saga Rockteater, Copenhague
- 31/05/1986 - Disco Felsenburg, Pforzheim
- 07/06/1986 - Sportparadies, Gelsenkirchen
- 13/06/1986 - Diskothek Apollon, Münnerstadt
- 14/06/1986 - Bürgerhaus, Mülheim
- 13/07/1986 - Arènes de Bayone, Bayona
- 07/09/1986 - Smalle Haven, Eindhoven

## Formación durante la gira
- Kai Hansen - Voz
- Michael Weikath - Guitarra eléctrica
- Markus Grosskopf - Bajo
- Ingo Schwichtenberg - Batería